# Dombeya burgessiae
Espèce
Classification phylogénétique
Dombeya burgessiae est un arbuste de la famille des Sterculiaceae originaire de la moitié sud de l'Afrique.

## Description

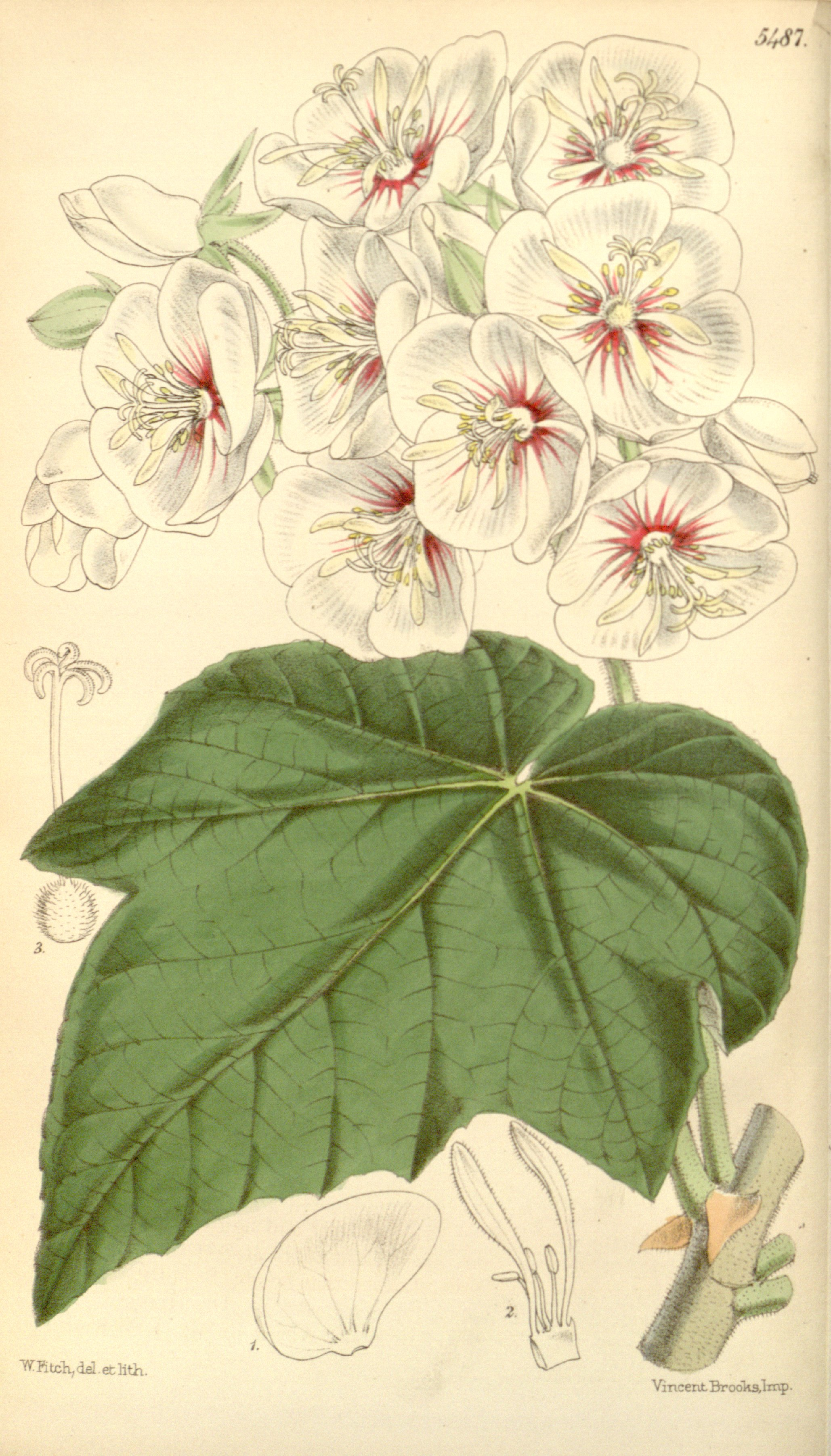
Planche botanique de 1865
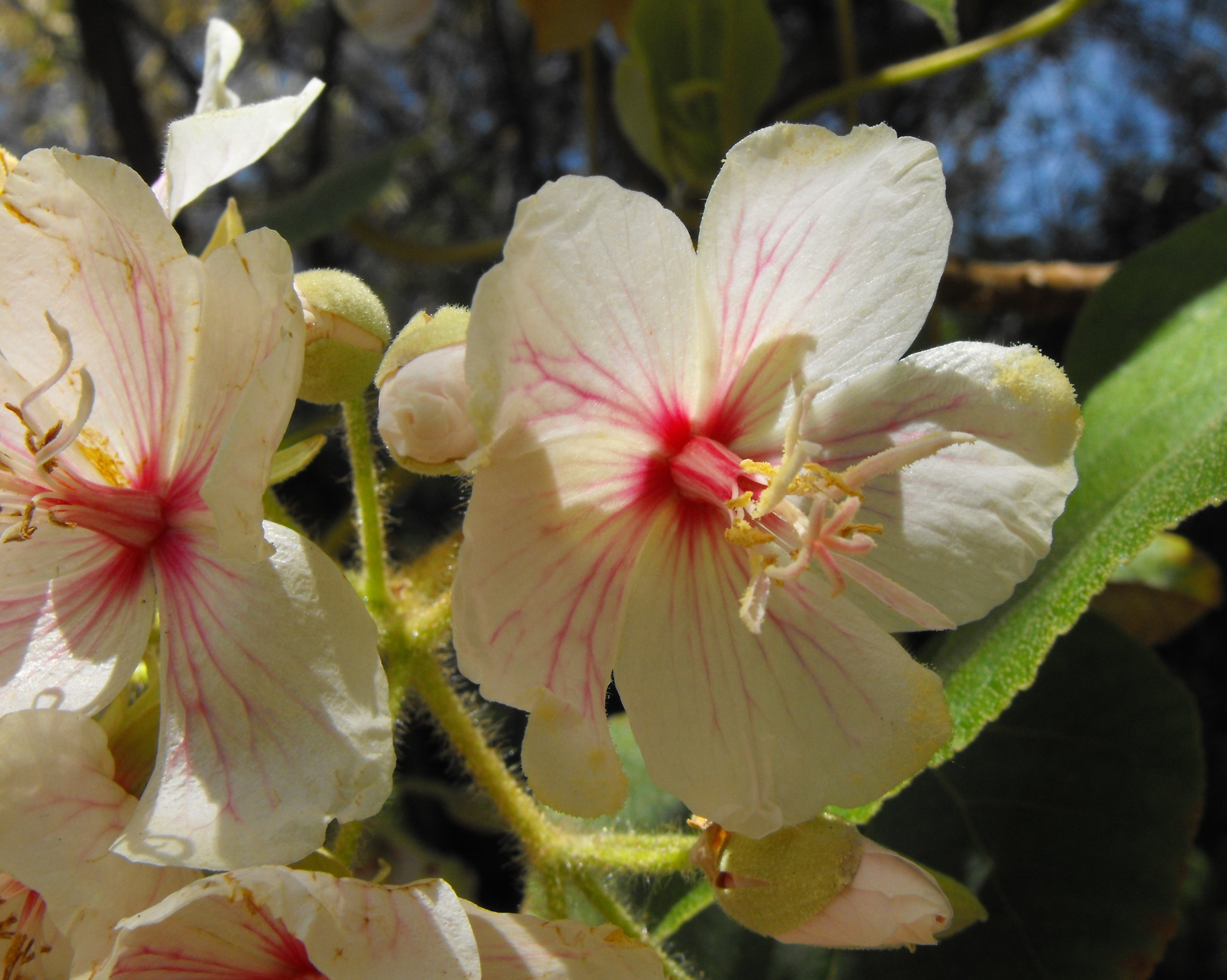
Fleurs épanouies
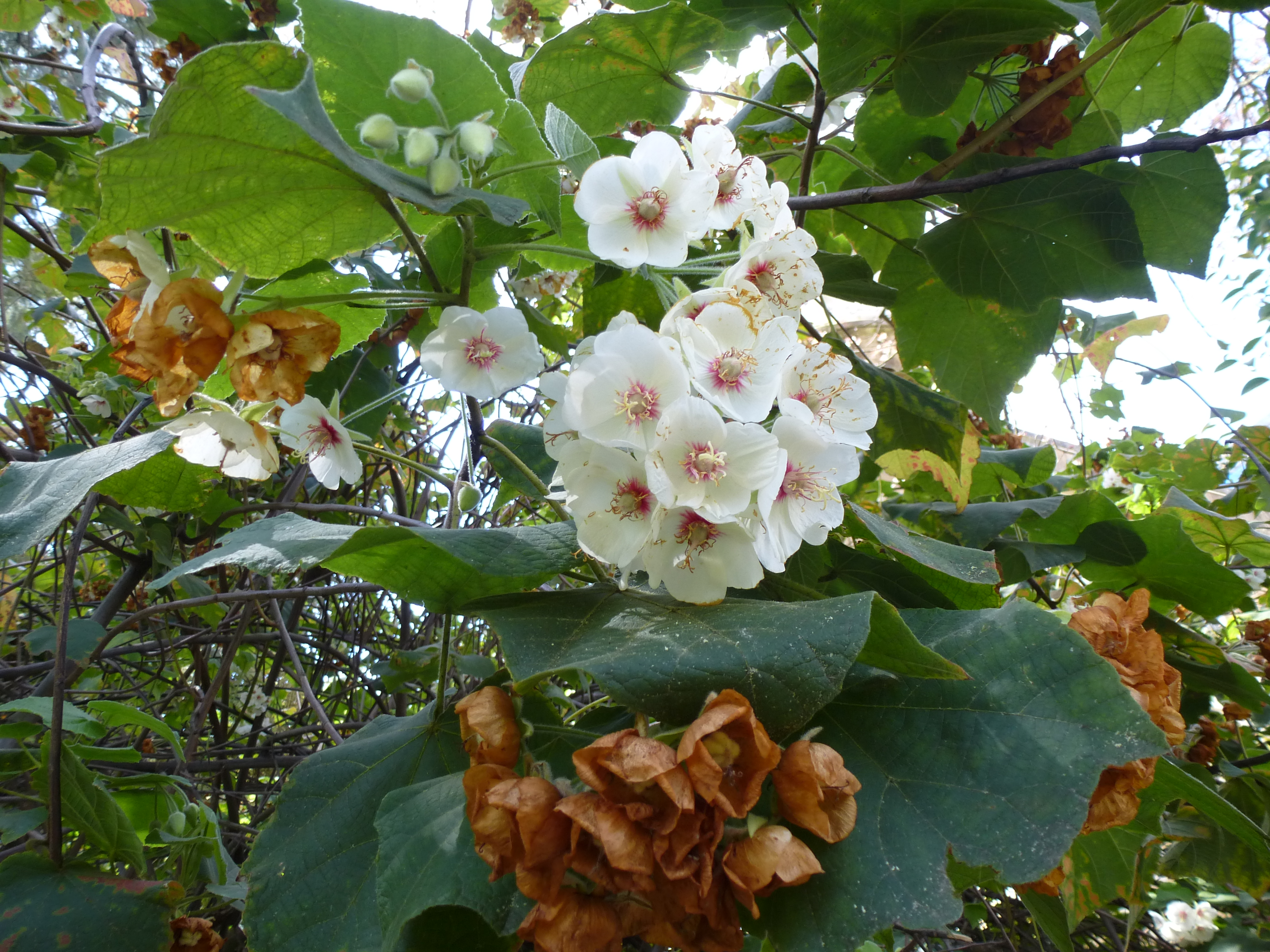
Floraison à différents stades sur un même arbuste

## Synonymes
- Dombeya mastersii Hook. f.
- Dombeya nyasica Exell